# Euscelidia obtusa
Euscelidia obtusa là một loài ruồi trong họ Asilidae. Euscelidia obtusa được Dikow miêu tả năm 2003. Loài này phân bố ở vùng nhiệt đới châu Phi.